# Espagne aux Jeux olympiques d'hiver de 1994
L'Espagne participe aux Jeux olympiques d'hiver de 1994 à Lillehammer.

## Athlètes engagés
Treize sportifs espagnols sont engagés dans quatre disciplines : le ski alpin, le ski de fond, le patinage artistique et le ski acrobatique.